# Buchhändlerbörse

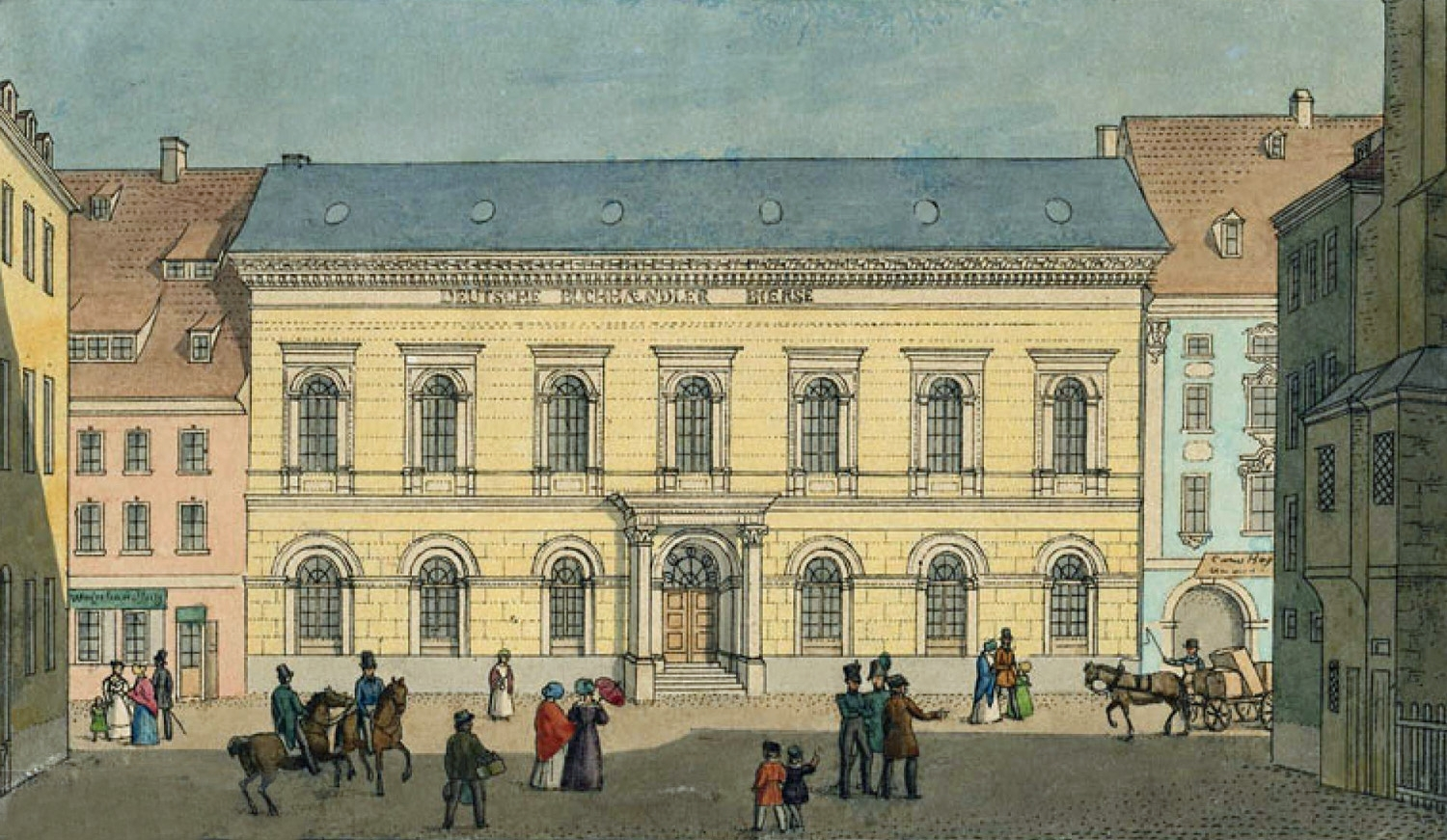
Die Buchhändlerbörse um 1840

Die Buchhändlerbörse in Leipzig war von 1836 bis 1888 Sitz des Börsenvereins der Deutschen Buchhändler. Das zweigeschossige Gebäude stand am Nikolaikirchhof in der Ritterstraße 12 auf einem Grundstück, das der Börsenverein von der Universität erworben hatte. Architekt des spätklassizistischen Baus war Albert Geutebrück (1801–1868).

## Geschichte
1825 war in Leipzig der Börsenverein der Deutschen Buchhändler gegründet worden, dessen Aufgabe es unter anderem sein sollte, „zuvörderst auf zweckmäßige Einrichtung des Börsen-Locales zu sehen“, da kein eigener Raum vorhanden und der bis dahin genutzte zu klein geworden war. Seit 1792 waren jeweils zur Ostermesse Räume im Paulinum angemietet und der dortige Handel als Buchhändlerbörse bezeichnet worden. Als ab 1833 die Baupläne verwirklicht werden sollten, war als Bauplatz zunächst ein Grundstück am Augustusplatz neben der Paulinerkirche vorgesehen. Damit war die Universität nicht einverstanden, obwohl zwei Jahre später hier das Café français errichtet wurde. Sie schlug stattdessen einen Platz am Nikolaikirchhof vor, auf dem die Burse der Bayrischen (Studenten-)Nation (Bursa Bavarica) stand, ein inzwischen baufälliger alter Fachwerkbau.
Am 26. Oktober 1834 wurde der Grundstein gelegt, und am 26. April 1836 konnte die Buchhändlerbörse feierlich eingeweiht werden. Nun fanden neben der Handelstätigkeit zu den Ostermessen hier auch die Hauptversammlungen des Börsenvereins statt.
Aber auch zu anderen Zwecken wurde das Gebäude genutzt. Es fanden regelmäßige Gemäldeausstellungen, Konzerte des Musikvereins Euterpe und literarische Veranstaltungen statt. 1865 war hier die Eröffnungsveranstaltung der Frauenkonferenz, auf der dann der Allgemeine Deutsche Frauenverein gegründet wurde.
Infolge zunehmender Mitgliederzahlen errichtete 1888 der Börsenverein in der Hospitalstraße (jetzt Prager Straße) ein neues Vereinshaus, das Deutsche Buchhändlerhaus, mitunter ebenfalls Buchhändlerbörse oder Neue Buchhändlerbörse genannt. Die alte Buchhändlerbörse kaufte die Universität und richtete unter dem Namen Convictorium hier eine Mensa und den Fechtboden der Universität ein. Am 4. Dezember 1943 wurde beim Bombenangriff auf Leipzig das Gebäude schwer beschädigt und 1963 abgerissen.
Ende der 1980er Jahre wurde an seiner Stelle ein Wohn- und Geschäftshaus errichtet, das der Universität Leipzig als Gästehaus dient.

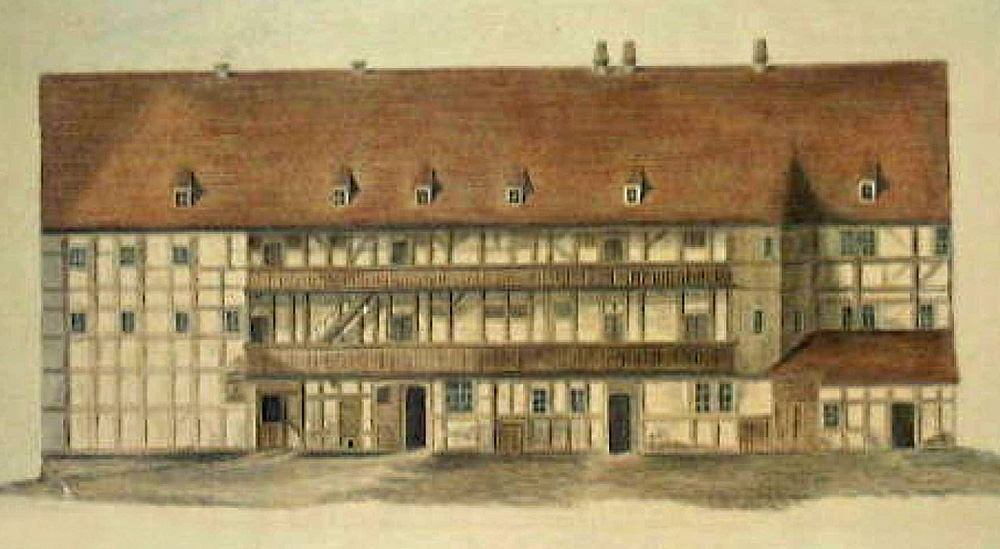
Bursa Bavarica, Vorgängerbau der Buchhändlerbörse
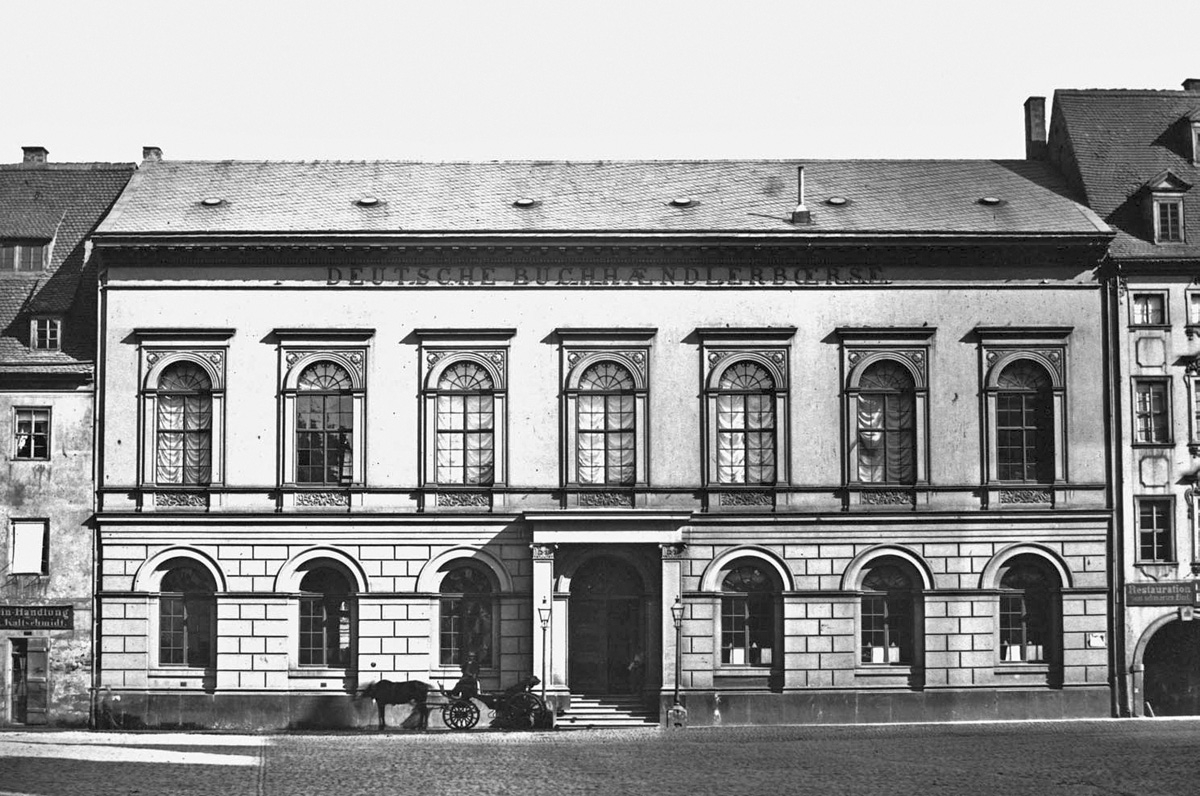
Die Buchhändlerbörse um 1890
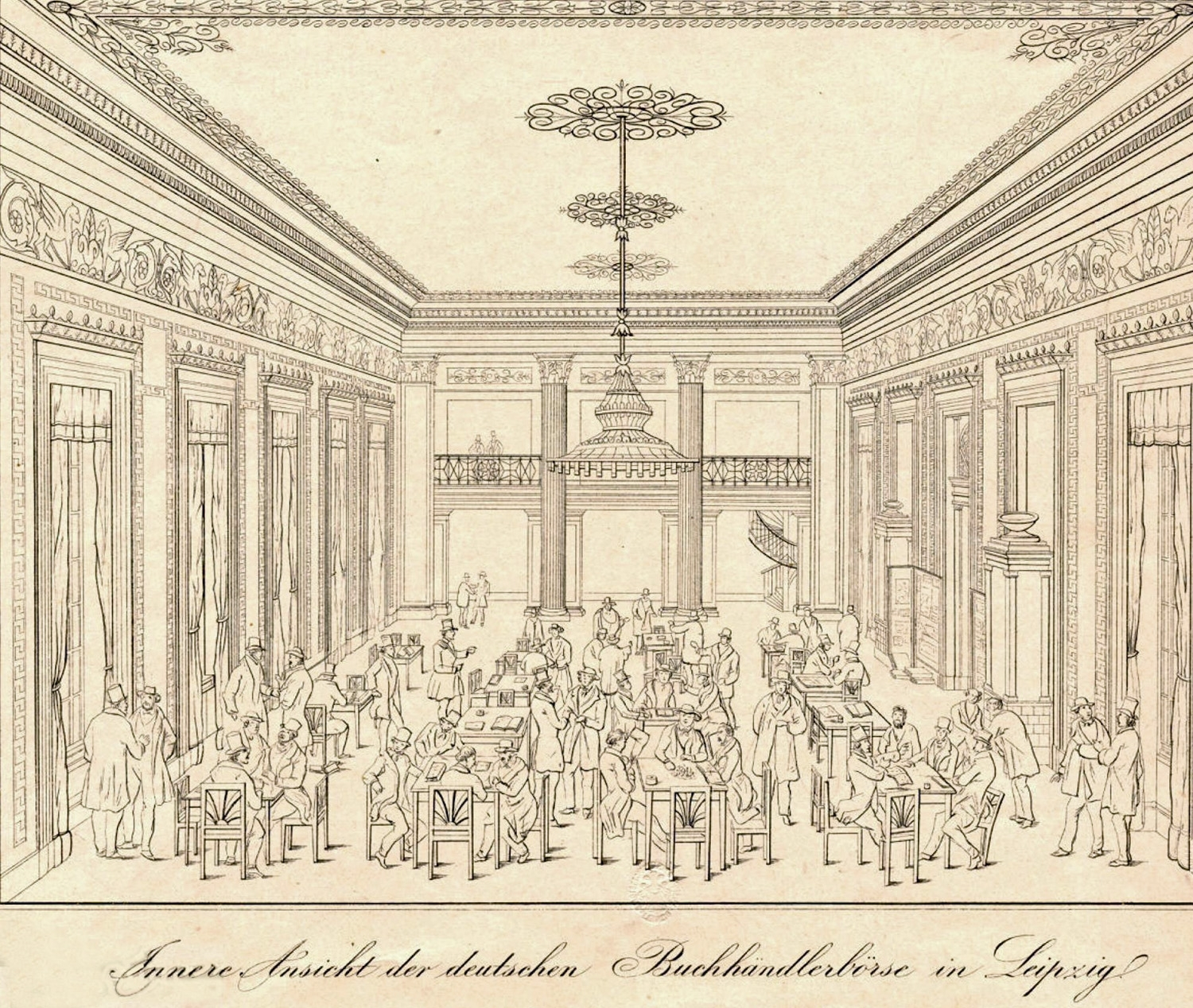
Geschäftsbetrieb im Hauptsaal der Buchhändlerbörse
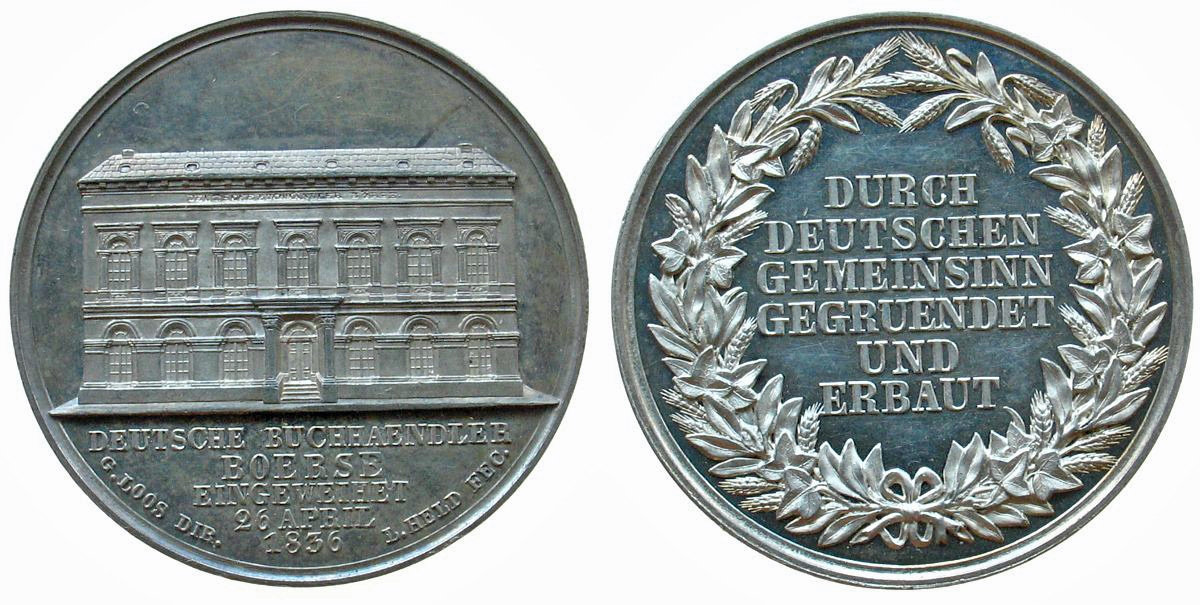
Medaille zur Eröffnung der Buchhändlerbörse
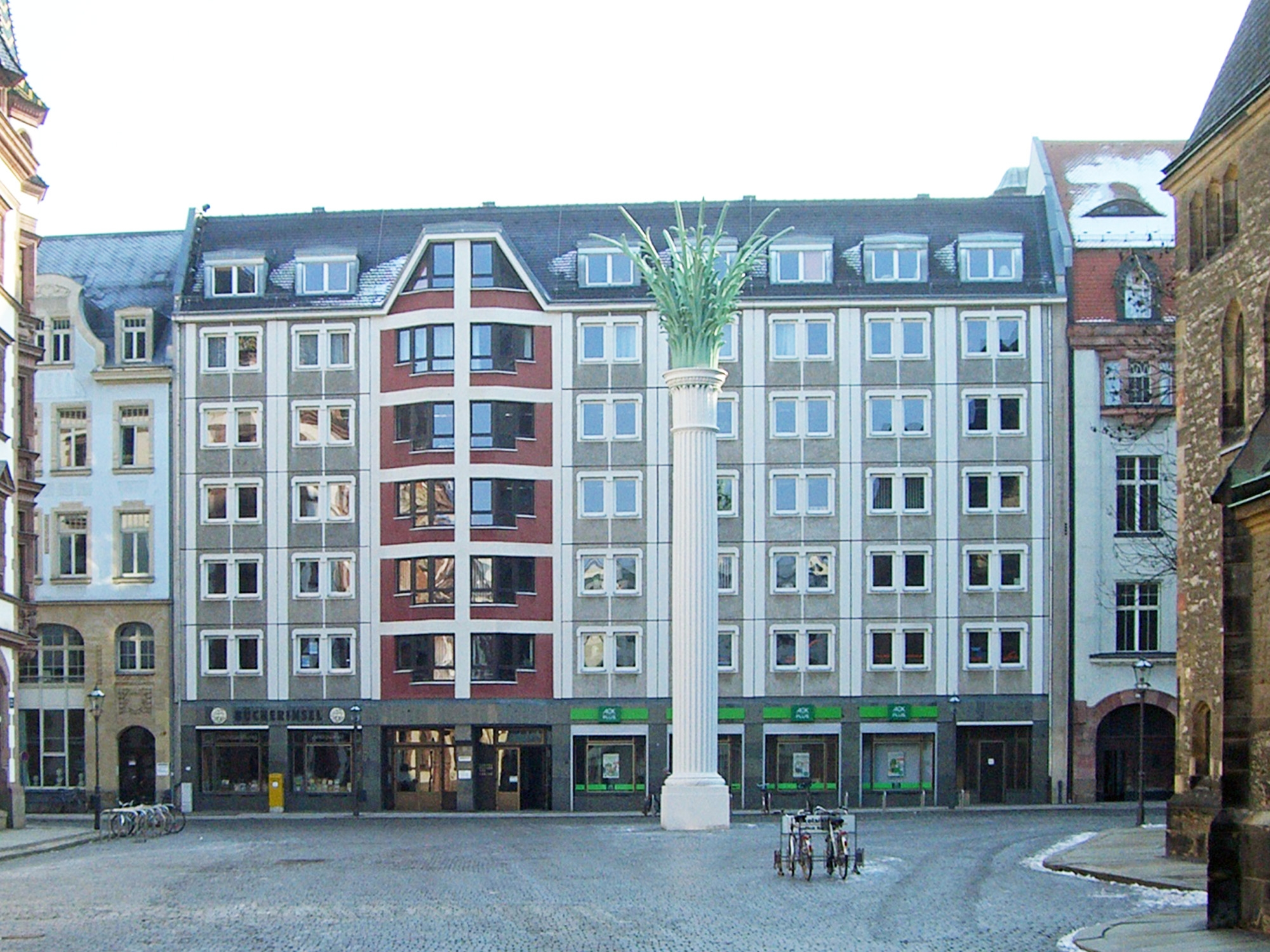
Das Gästehaus der Universität, Nachfolgebau der Börse

## Baubeschreibung
Das Bild der Straßenfront lässt erkennen, dass auf einem niedrigeren Erdgeschoss ein höheres Obergeschoss aufsaß. Die sieben Fensterachsen waren symmetrisch angelegt und das Mittelportal auf der Sockelhöhe mit seitlich vorgestellten Säulen, und wie alle Fenster mit Rundbogen versehen, in die Symmetrie einbezogen. Die oberen Fenster waren zudem mit rechtwinkligen Rahmen und horizontaler Verdachung ausgerüstet. Unter dem vorspringenden Gesims des relativ flachen Satteldaches stand in vergoldeten Bronzelettern DEUTSCHE BUCHHÆNDLER BŒRSE.
Im Erdgeschoss enthielt das Gebäude neben dem Eingang einen Saal zur Abrechnung, nach einem Vorzimmer den von vier freistehenden Säulen getragenen Restaurationssaal, das Archiv, ein Sitzungszimmer und einen Raum für den Hauswärter. Ein vorspringender Anbau nach dem Hof umfasste die Wohnung des Hauswärters und das Treppenhaus zum ersten Stock. Der das gesamte Obergeschoss einnehmende Hauptsaal war durch hohe korinthische Säulen gegliedert. Die Tribünen links und rechts waren durch eiserne Gitter zwischen den Säulen als Balkongeländer abgeschlossen. Die Türen und Fenster waren prachtvoll gerahmt.